# Santiago Svirsky
Santiago Svirsky (Buenos Aires, 24 de diciembre de 1974) es un director de cine argentino.

## Vida profesional
Tras comenzar en la dirección de videoclips de agrupaciones musicales argentinas y uruguayas, como No Te Va Gustar, incursiona a partir del año 2000 como asistente de director, productor, cinematógrafo y montajista en la película Los días con Ana. Tres años más tarde repite su rol en la edición de los largometrajes El viaje hacia el mar (2003) y Ruido (2004), y en la asistencia de dirección de Joya (2008), para debutar como director más tarde con Flacas vacas (2012). Svirsky participó luego como supervisor de efectos y de posproducción en varias películas de producción rioplatense (3, 2012; El lugar del hijo y Tanta agua, 2013) y venezolana (Esclavo de Dios, 2013).
Entre sus referentes profesionales, Svirsky destaca al director chino Zhang Yimou, el español Fernando León de Aranoa y el coreano Bong Joon-ho.

## Vida personal
Hijo de padres uruguayos afiliados al Movimiento de Liberación Nacional-Tupamaros que debieron huir del país perseguidos por el gobierno de facto de la dictadura cívico militar uruguaya (1973-1985), Santiago Svirsky nació en la época en la que sus padres se encontraban en la capital argentina. Vivió la mayor parte de su infancia en México; a los nueve años regresa con su familia a Buenos Aires, y un año más tarde se instalan definitivamente en Montevideo. Desde hace unos años, Svirsky alterna su residencia entre la capital uruguaya y Buenos Aires.
Estuvo casado con la actriz uruguaya Jenny Goldstein, una de las actrices principales de su ópera prima, Flacas vacas.